# Crotaphopeltis hotamboeia
Crotaphopeltis hotamboeia — вид  змій родини вужеві (Colubridae).

## Поширення
Вид широко поширений в Африці на південь від  Сахари.

## Опис
Змія має тіло сірого забарвлення з коричневими, оливковими та чорними поперечними смугами. У молодих особин ці смуги обцятковані білими плямами. По боках голови розташовані чорні, темно-сині або темно-фіолетові плями. Черево білого, кремового або світло-коричневого кольору.